# Lerista punctatovittata
Espèce
Synonymes
- Rhodona punctatovittata Günther, 1867
- Rhodona officeri McCoy 1881

Lerista punctatovittata est une espèce de sauriens de la famille des Scincidae.

## Répartition
Cette espèce est endémique d'Australie. Elle se rencontre au Queensland, en Nouvelle-Galles du Sud, en Australie-Méridionale et au Victoria.

## Publication originale
- Günther, 1867 : Additions to the knowledge of Australian Reptiles and Fishes. Annals and Magazine of Natural History, sér. 3, vol. 20, p. 45-68 (texte intégral).